# 戸田信太郎
戸田 信太郎（とだ しんたろう、1982年1月10日 - ）は、日本の俳優である。北海道出身。グリーンメディア所属。身長178cm。

## 出演作品

### テレビドラマ
- 華和家の四姉妹最終話（2011年、TBS）
- 私が恋愛できない理由1話（2011年、フジテレビ）
- 特命係長只野仁ファイナル（2012年、テレビ朝日）
- 鍵のかかった部屋黒子役レギュラー（2012年、フジテレビ）
- リッチマン、プアウーマンコック（2012年、フジテレビ）
- ガリレオ3話 IT社員(2012年、フジテレビ）
- 確証5話6話 飯田役（2013年、TBS）
- 守護神・ボディーガード 進藤輝（2013年、TBS）
- 鍵のかかった部屋SP 黒子役（2014年、フジテレビ）
- 花咲舞が黙ってない最終話 行員役（2014年、日本テレビ）
- 匿名探偵24話 記者役（2014年、テレビ朝日）
- おやじの背中9話 会社員（2014年、TBS）
- FNS27時間テレビ ドラマ ディレクター役声の出演（2014年、フジテレビ）
- すべてがFになる 第10話（2014年12月23日、フジテレビ）

### 映画
- クライマーズ・ハイ 朝日記者役 （2008年）原田眞人監督
- イキガミ 新人公務員役（2008年）瀧本智行監督
- クローズZERO2 鈴蘭生徒役（2009年）三池 崇史監督
- それでも花は咲いていく プール監視員（2009年）前田健監督
- 俺はまだ本気出してないだけ（2013年）福田雄一監督

### 舞台
- 平成17年 劇団青年座研究所実習科卒業
- 劇団青年座公演 「colors］ 島田役 青年座劇場（2005年）
- 新進芸術家公演 「激情」 江藤役 青年座劇場（2005年）
- サザンクロス公演 「赤と朱のラプソディー」主演 赤星役 天王洲スフィアメックス（2005年）
- DK HOLLYWOOD公演「LOST AND FOUND］東京芸術劇場小ホール1（2005年）
- キリン食堂「THE CMタイム」リョウ役 シアターグリーン（2006年）
- キリン食堂「KABUKIの城」虎雄長則役 シアターグリーン（2007年）
- STANDARDSONG ENTERTAINMENT「真田風雲録」 穴山子助役東京芸術劇場小ホール1（2008年）
- 経済とH「19」 戸田役 シアター711（2010年）
- カザミアエンターテイメント 「南総里見八犬伝」金腕大輔孝義役 座高円寺2（2011年）
- ミカボシ「煙ならいつも出ています」主演 戸田役 シアター風姿花伝（2011年）
- 銀河英雄伝説外伝「ロイエンタール・ミッターマイヤー編」看守役 ダンサー 池袋サンシャイン劇場（2011年）
- 他多数

### CM
- JR東海（2006年）
- 森永製菓 ウイダーインゼリー ダンサー（2010年）
- TOYOTA プリウス モデル（2010年）
- アルペンゴルフ5ダンサー（2012年）
- Dellプロモーション ギネス記録 ダンサー（2012年）
- 「WOWOWプライム」（2012年10月から1クール）
- 「J-COM」営業マン役（2013年8月から1年）
- 「佐鳴予備校」山本教授役（2013年11月7日から2クール）
- サントリー 「WEB広告」（2014年1月20日から1クール）